# جون ويلكينسون
جون ويلكينسون (بالإنجليزية: John Wilkinson)‏، من مواليد 24 أغسطس 1979 في إكستر في إنجلترا، لاعب كرة قدم سنغافوري.
بدأ مسيرته الكروية مع نادي إكستر سيتي، ولعب معهم حتى عام 2001، ومنذ عام 2001 وهو يلعب مع نادي سافك.
منذ عام 2007 وهو يلعب مع منتخب سنغافورة لكرة القدم.

## روابط خارجية
- جون ويلكينسون على موقع قاعدة بيانات كرة القدم.إي يو (الإنجليزية)
- جون ويلكينسون على موقع ناشيونال فوتبول تيمز (الإنجليزية)
- جون ويلكينسون على موقع Soccerbase.com (لاعب) (الإنجليزية)
- جون ويلكينسون على موقع Soccerway.com (الإنجليزية)